# حرب الإلغاء (1990، لبنان)
حرب الإلغاء (كانون الثاني 1990) هي صراع عسكري وقع بين المسيحيين في أواخر الحرب الأهلية اللبنانية خلال فترة حرب التحرير، بين الجيش اللبناني بقيادة العماد ميشال عون، والقوات اللبنانية بقيادة سمير جعجع، مما أدى إلى قتل المئات وجرح الآلاف، دخول الجيش السوري إلى المنطقة الحرّة (الشرقية)، نفي عون إلى فرنسا، وسجن جعجع 11 سنة، فكانت معها نهاية الحرب الأهلية وخسارة المسيحيين كما يرى البعض.

## خلفية
- في 22 أيلول 1988، عيّن الرئيس أمين الجميل قائد الجيش ميشال عون رئيسًا للحكومة.[5][6]

- في 14 آذار 1989، أعلن عون حرب التحرير ضد الجيش السوري في لبنان، مما أدى إلى تصاعد التوترات بينه وبين القوات اللبنانية.
- في 31 كانون الثاني 1990، تصاعد الصراع فشن عون هجومًا آخر (حرب الإلغاء) على القوات اللبنانية في شرق بيروت،[7][8] فقُتل أكثر من 1000 شخص.

- في الشهر التالي في آذار، أعلن عون وقف القتال وأعلن استعداده لقبول اتفاق الطائف الذي كان معارضه، ولكن مع بعض التعديلات.[8]
- انتهت هذه المواجهة بغزو الجيش السوري للمناطق المسيحية (الشرقية)،[9] نفي عون إلى فرنسا،[3] وسجن جعجع بعد مرور ثلاث سنوات،[4] بسبب خلاف مع السوريين.[4][10]

## مصطلح
مصطلح «حرب الإلغاء» استخدمته القوات للإشارة إلى محاولة عون إلى الغائها، ولكن عون استخدم مصطلحاً آخر هو «معركة توحيد البندقية»، حيث إدّعى أن هدفه كان تسليم سلاح جميع الأحزاب المسلّحة في لبنان إلى الجيش اللبناني، ولكن لم يحدث ذلك بدليل أن السلاح لا يزال موجودًا حتى اليوم مع عدّة أحزاب مثل حزب الله.

## ادعاءات
اعتقد البعض أن حرب الإلغاء اتفق عليها عون والسوريون، من أجل محاولة الغاء القوات اللبنانية من المنطقة المسيحية ودخول الجيش السوري، مقابل وصول عون إلى رئاسة الجمهورية، فلم يَفِ السوريون بالوعد، مما ادّى إلى إعلان عون حرب التحرير على السوريين، ولكن بعد 26 عامًا، في 2016، أصبح عون رئيسًا للجمهورية.